# Kalameny
Kalameny este o comună slovacă, aflată în districtul Ružomberok din regiunea Žilina, pe malul râului Q12768786⁠(d). Localitatea se află la altitudinea de 568 m deasupra n.m., se întinde pe o suprafață de 8,7 km2 și în 2017 număra 468 de locuitori. Se învecinează cu comuna Lúčky.

## Istoric
Localitatea Kalameny este atestată documentar din 1375.

## Demografie
| An:                | 1994 | 2004   | 2014   | 2024   |
| ------------------ | ---- | ------ | ------ | ------ |
| Număr de persoane: | 456  | 477    | 466    | 421    |
| Diferență:         |      | +4,60% | −2,30% | −9,65% |

| An:                | 2023 | 2024   |
| ------------------ | ---- | ------ |
| Număr de persoane: | 432  | 421    |
| Diferență:         |      | −2,54% |